# Landgericht Rottenburg an der Laaber
Das Landgericht Rottenburg an der Laaber in Rottenburg an der Laaber wurde 1838 als Landgericht älterer Ordnung gegründet und bestand bis 1879.

## Geschichte
Das Pfleggericht Rottenburg entstand bereits 1279, als die Veste Rottenburg und das Umland in den Besitz des Wittelsbacher Herzogs Heinrich von Niederbayern überging. Dadurch wurde Rottenburg zum Sitz eines riesigen Gerichtsbezirkes, der bis an die Tore Landshuts reichte. Dieses Pfleggericht (auch damals schon als Landgericht bezeichnet) bestand bis an das Ende des 18. Jahrhunderts. 1803 wurden im Zuge von Verwaltungsreformen in Bayern die Landgerichte Landshut und Vilsbiburg errichtet, die zum Isarkreis gehörten und auch das Gebiet des ehemaligen Pfleggerichts Rottenburg umfassten. 1838 wurde, als Folge einer weiteren Verwaltungsreform des Königreichs Bayern, das Landgericht älterer Ordnung Rottenburg an der Laaber errichtet.
Das Landgericht Rottenburg an der Laaber umfasste folgende Gemeinden:
Andermannsdorf, Egg, Hebramsdorf, Högldorf, Hofendorf, Hohenthann, Holzhausen, Inkofen, Kläham, Münster, Niedereulenbach, Niederhornbach, Oberergoldsbach, Oberhatzkofen, Oberlauterbach, Oberotterbach, Oberroning, Pattendorf, Pfaffendorf, Pfeffendorf, Pfeffenhausen, Piegendorf, Rainertshausen, Rottenburg an der Laaber, Schmatzhausen, Stollnried, Türkenfeld und Wolferthau.
Die Landgerichte im Königreich Bayern als Gerichts- und Verwaltungsbehörden gingen 1862 in administrativer Hinsicht in den Bezirksämtern auf. So gingen die Reste der Verwaltungszuständigkeiten des Landgerichts Rottenburg an das Bezirksamt Rottenburg an der Laaber. Die verbleibenden Rechtspflegeeinrichtungen in Rottenburg behielten zunächst die Bezeichnung Landgericht.
Im Jahr 1879 wurde das Landgericht durch das Gerichtsverfassungsgesetz reichseinheitlich in Amtsgericht Rottenburg an der Laaber umbenannt. Durch Inkrafttreten des Gesetzes über die Organisation der ordentlichen Gerichte im Freistaat Bayern (GerOrgG) am 1. Juli 1973 wurde dieses aufgehoben und dem Amtsgerichtsbezirk Landshut zugewiesen.